# Музей Барберіні (Потсдам)
Музей Барберіні — художній музей у Потсдамі, відкритий у 2017 році. Його виставки варіюються від так званих старих майстрів до сучасного мистецтва, з акцентом на живописі імпресіоністів. Зосереджуючись навколо творів із колекції свого засновника та мецената Гассо Платтнера, Барберіні презентує три тимчасові виставки на рік, демонструючи позики з міжнародних музеїв та приватних колекцій. Для підготовки цих виставок слугують наукові конференції. Водночас коротші галереї — так звані «історії мистецтва» — поміщають твори із колекції в контексти, що постійно змінюються. Музей прагне запропонувати різноманітну програму заходів та освітніх заходів, а також цифрові пропозиції, як-от додаток Barberini та 4K Smart Wall у музеї.
Директором музею Барберіні є Ортруд Вестгайдер.

## Виставки та колекція
Художня галерея демонструє колекцію мистецтва Платтнера з колишньої Німецької Демократичної Республіки, а також спеціальні виставки, які варіюються від старих майстрів до сучасного мистецтва з акцентом на імпресіонізмі, включаючи роботи Родена, Моне та Едварда Мунка. Щороку заплановано три тимчасові виставки з великими колекціями, що передаються з міжнародних музеїв та приватних колекцій.
У 2017 році музей Барберіні розпочав свою програму виставок із чотирьох великих виставок, усі з яких базувалися на міжнародному співробітництві та підтримувалися ключовими позиками від численних музеїв у всьому світі, зокрема Державного Ермітажу в Санкт-Петербурзі, Музею д'Орсе в Парижі та Національної галереї мистецтв у Вашингтоні: Сучасна класика, Імпресіонізм: Мистецтво пейзажу, Від Хоппера до Ротко: шлях Америки до сучасного мистецтва і «За маскою: митці в НДР». Остання з них базувалася на колекції музею живопису НДР, який досі займає маргіналізоване місце в історії мистецтва Німеччини. Виставка зібрала понад 100 робіт бл. 80 художників, які працюють у сферах живопису, фотографії, колажу, скульптури та робіт на папері.
У 2018 році ретроспектива Барберіні Бекманна стала першою в історії виставкою, яка дослідила захоплення художника концепцією світу як сцени. Виставка об'єднала понад 110 робіт із німецьких і міжнародних музеїв і приватних колекцій, у тому числі Гарвардського художнього музею в Бостоні, Музею сучасного мистецтва в Нью-Йорку, Національної галереї в Берліні та Тейт-Модерн у Лондоні, і показала багато шедеврів, які раніше майже не демонструвалися в Європі.
Виставка Герхард Ріхтер. Абстракція (літо 2018) першою зосередилася на абстрактних стратегіях і процедурах у творчості художника. Натхненний новим придбанням музею Барберіні, виставка, яка отримала визнання критиків, була розроблена в тісній співпраці з художником і досліджувала зв'язок і значення абстракції та об'єкта в роботах Ріхтера з 1960-х років до наших днів, включаючи роль фотографії та кольору, накладення та експозиції. Виставка об'єднала близько 80 робіт із міжнародних музейних і приватних колекцій, зокрема Архіву Герхарда Ріхтера та Staatliche Kunstsammlungen у Дрездені, Collezione Prada у Мілані та Fundação de Serralves, Museu de Arte Contemporânea у Порту.
З листопада 2018 року по лютий 2019 року в Барберіні відбувалася перша ретроспектива художника-неоімпресіоніста Анрі-Едмона Кросса (1856—1910) у Німеччині. Близько 1900 року Крос вважався одним із найважливіших представників французького авангарду і був відомий своїми яскравими зображеннями Рив'єри. Ретроспектива включала численні шедеври неоімпресіонізму з таких музеїв, як Музей д'Орсе у Парижі, Національна галерея мистецтв у Вашингтоні, Музей Тіссен-Борнеміса в Мадриді та Нова гліптотека Карлсберга в Копенгагені. Вони були доповнені вибраними ключовими роботами з міжнародних приватних колекцій, які іншим чином недоступні для громадськості.
З 9 березня по 16 червня 2019 року відбулася велика виставка, присвячена пізній творчості Пікассо, на якій представлено понад 130 робіт із колекції його останньої дружини Жаклін, включаючи картини, малюнки, колажі, скульптури та кераміку. З липня по жовтень 2019 року понад 50 шедеврів із національних галерей Barberini Corsini у Римі можна побачити на виставці Baroque Pathways, зокрема картину Караваджо «Нарцис» (1597/99). Остання виставка року, Ван Гог. «Натюрморти» (жовтень 2019 — лютий 2020) — перша в історії виставка на цю тему. Виставка, яка була задумана у співпраці з Музеєм Креллера-Мюллера в Оттерло та Музеєм ван Гога в Амстердамі, аналізує вирішальні етапи у творчості та житті Ван Гога з-понад 20 картинами, у тому числі великими позиками з Інституту мистецтв Чикаго та Національної галереї мистецтв у Вашингтоні.

## Видання музею Барберіні
- Impressionism: The Art of Landscape (2017)[4]
- From Hopper to Rothko: America's Road to Modern Art (2017)[5]
- Behind the Mask: Artists in the GDR (2017)[6]
- Max Beckmann: The World as a Stage (2017)[7]
- Are Communists Allowed to Dream? The Gallery of the Palace of the Republic. A Documentation (2017)[8]
- Gerhard Richter: Abstraction (2018)[9]
- Color and Light: The Neo-Impressionist Henri-Edmond Cross (2018)[10]
- Olympian Gods: From the Dresden Sculpture Collection (2018)[11]
- Picasso: The Late Work (2019)[12]
- Baroque Pathways: The National Galleries Barberini Corsini in Rome (2019)[13]
- Van Gogh: Still Lifes (2019)[14]

## Галерея
|                         |
| Погляд зі Старого ринку |

|                                                                      |
| Скульптура Вольфганга Маттеуера Століття (1984, Бронза), на подвір'ї |

|                        |
| Інтер'єр перед отвором |